# Diocesi di Taraqua
La diocesi di Taraqua (in latino Dioecesis Taraquensis) è una sede soppressa e sede titolare della Chiesa cattolica.

## Storia
Taraqua, forse identificabile con Ksour-El-Khaoua nell'odierna Tunisia, è un'antica sede episcopale della provincia romana di Bizacena.
Unico vescovo attribuibile con certezza a questa diocesi è Stefano, che partecipò al concilio antimonotelita di Cartagine del 641. Il vescovo Domnino, episcopus Tarazensis, attribuito da Morcelli a questa sede, appartiene secondo il Mesnage alla diocesi di Tarasa di Bizacena.
Dal 1933 Taraqua è annoverata fra le sedi vescovili titolari della Chiesa cattolica; dal 27 aprile 1992 il vescovo titolare è John Stephen Knight, già vescovo ausiliare di Toronto.

## Cronotassi dei vescovi
- Stefano † (menzionato nel 641)

## Cronotassi dei vescovi titolari
- James Aloysius Hickey † (18 febbraio 1967 - 5 giugno 1974 nominato vescovo di Cleveland)
- Norbert Felix Gaughan † (2 aprile 1975 - 24 luglio 1984 nominato vescovo di Gary)
- Robert Joseph Banks (26 giugno 1985 - 16 ottobre 1990 nominato vescovo di Green Bay)
- John Stephen Knight, dal 27 aprile 1992